# チョコレート・スターフィッシュ・アンド・ザ・ホットドッグ・フレイヴァード・ウォーター
『チョコレート・スターフィッシュ・アンド・ザ・ホット・ドッグ・フレイヴァード・ウォーター』（Chocolate Starfish and the Hot Dog Flavored Water）は、アメリカ合衆国のミクスチャー・ロック（ニュー・メタル）バンド、リンプ・ビズキットのサード・アルバム。全米だけで800万枚、全世界で1,200万枚以上のセールスを記録している。

## 概要
- アメリカとイギリスとドイツとオーストラリアのアルバム・チャートで初登場1位を獲得。
- 全米では発売初日に40万枚、初週で約105万枚を売上げた。ロック・アルバムとしては史上最高の初週売上記録であり、現在も破られていない[2]。
- アルバムのネーミングの由来について。前半の「Chocolate Starfish」は人間の肛門のスラングである。これはフレッド・ダーストが自身を「Ass Hole (ろくでなしを意味するスラング)」と呼ばれてきたことから引用。後半の「Hot Dog Flavored Water」はウェス・ボーランドがバンドのツアー中、クリスタルガイザーのフレーバー味の広告を見て、ホットドッグ味という冗談を思い付いたとインタビューで語っている[3]。
- プロデューサーは前作に引き続きテリー・デイト。シングルカット曲のミュージックビデオは主にフレッドが撮影。

## 収録曲
1. イントロ - "Intro" - 1:18
2. ホット・ドッグ - "Hot Dog" - 3:51
アルバムの中でもダーティな曲で、歌詞に「fuck」が46回も登場する。ナイン・インチ・ネイルズの「Closer」の一部も用いられている。
3. マイ・ジェネレーション - "My Generation" - 3:43 - 2ndシングル
歌詞はザ・フーの「マイ・ジェネレーション」やガンズ・アンド・ローゼズの「ウェルカム・トゥ・ザ・ジャングル」等から用いられている。
ミュージックビデオにはアメリカのファイル共有サービス、Napsterがスポンサーを務めた無料ツアーの様子が使われている。
4. フル・ネルソン - "Full Nelson" - 4:08
5. マイ・ウェイ - "My Way" - 4:32 - 4thシングル
WWE主催レッスルマニアのテーマ曲。映画『ワイルド・スピード』のトレーラーで使用された。
6. ローリン (エア・レイド・ヴィイクル) - "Rollin' (Air Raid Vehicle)" - 3:34 - 3rdシングル
バンドのキャリアの中では最もヒットしたシングルカット曲。プロレスラーのジ・アンダーテイカーの入場曲としてWWEファンの間では有名。
ミュージックビデオはワールドトレードセンターの頂上で撮影。俳優ベン・スティラーが友情出演。
そのビデオがMTVで賞を獲ったため、後にワールドトレードセンターは撮影参加へのお礼の手紙をフレッドに贈っている。受け取り日は、奇しくもアメリカ同時多発テロ事件が起きる前日であった[4]。
7. リビン・イット・アップ - "Livin' It Up" - 4:24
アルバム・コンセプトの「Chocolate Starfish」とフレッドの関連性が語られている。
8. ザ・ワン - "The One" - 5:44
9. ゲッチャ・グルーヴ・オン - "Getcha Groove On" - 4:29 
ラッパーのイグジビットをフィーチャリング。
10. テイク・ア・ルック・アラウンド - "Take a Look Around" - 5:22 - 1stシングル
映画『ミッション:インポッシブル2』のエンディング曲。2001年のグラミー賞ベスト・ロック・パフォーマンス部門にノミネート。
フレッド自ら撮影したミュージックビデオだが、内容面に不満があることから公開は一部地域に留まり、映像作品としても収録されていない。
11. イトゥル・ビー・OK - "It'll Be OK" - 5:07
12. ボイラー - "Boiler" - 5:36 - 5thシングル - 曲の終わりに1分程の隠しトラックが続く。
ミュージックビデオはピンク・フロイド『ザ・ウォール』のオマージュ。ウェス・ボーランドはこの撮影を最後にバンドを脱退（現在は復帰）。
13. ホールド・オン - "Hold On" - 5:48
元ストーン・テンプル・パイロッツのスコット・ウェイランドが参加。
14. ローリン (アーバン・アサルト・ヴィイクル) - "Rollin' (Urban Assault Vehicle)" - 6:22 
ラッパーのDMX、メソッド・マン、レッドマンをフィーチャリング。
15. アウトロ - "Outro" - 4:50 - 曲の終わりに2分程の隠しトラックが続く。
サンプリングに俳優ベン・スティラー、マーク・ウォールバーグらの会話が使われている。